# David Rikl
David (Brandýs, 27 de fevereiro de 1971) é um ex-tenista profissional tcheco.

## Grand Slam finas

### Duplas (2 vices)
| Ano  | Campeonato | Parceiro     | Oponentes                   | Placar             |
| ---- | ---------- | ------------ | --------------------------- | ------------------ |
| 2001 | Wimbledon  | Jiří Novák   | Donald Johnson Jared Palmer | 4–6, 6–4, 3–6, 6–7 |
| 2004 | US Open    | Leander Paes | Mark Knowles Daniel Nestor  | 3–6, 3–6           |